# Point de branchement
En analyse complexe, le point de branchement ou point de ramification est un point singulier d'une fonction analytique complexe multiforme, telle que la fonction racine n-ième ou le logarithme complexe. En ce point s'échangent les différentes déterminations.
Géométriquement, cette notion délicate est liée à la surface de Riemann associée à la fonction et relève de la question de la monodromie.
Pour donner une image, cela correspond à un escalier en colimaçon dont l'axe (réduit à un point) est placé à la singularité, desservant plusieurs (voire une infinité) d'étages. Dans le cas d'un nombre fini d'étages, l'escalier a une propriété de périodicité : arrivé au dernier étage, on peut continuer à monter et on se retrouve au rez-de-chaussée.
En pratique, il suffit de tourner autour d'un point de branchement pour changer d'« étage ».
Les différents étages sont appelés des feuillets (ou branches). L'ordre du point est égal au nombre de feuillets (branches).

## Définition
Étant donnés une fonction analytique f et un point singulier isolé a, le point a est un point de branchement lorsque l'image par f d'au moins un lacet entourant a est une courbe non fermée. Le point est dit d'ordre n s'il faut au plus n tours autour de a pour refermer la courbe image. Si la courbe ne se referme jamais quel que soit le nombre de tours effectués autour de a, on dit que le point de branchement est transcendant ou logarithmique.
Le point à l'infini peut être un point de branchement pour f(s). Pour le montrer, on considère la fonction f(1/s). Si 0 est un point de branchement de f(1/s) alors l'infini est un point de branchement de f(s).

## Développement en un point de branchement d'ordren
Soit f une fonction complexe admettant le point a comme point de branchement d'ordre n. Si a ≠ 0, on se ramène par translation au cas où ce point de branchement est 0. La fonction g définie par g(s) = f(sn) est alors analytique en 0. Pour cette fonction  g, le point 0 n'est donc pas un point de branchement, ce qui implique qu’elle admet un développement en série de Laurent en 0. Puisque l'on a f(s) = g(s1/n), on en conclut que f(s) admet un développement en 0 faisant apparaître des puissances non entières. Une telle série est appelée série de Puiseux.
Par exemple, le développement de la fonction {\displaystyle f(s)={\frac {1}{s{\sqrt {s^{2}-1}}}}} en s = 1 est égal à :

## Coupures
Une fonction qui admet un point de branchement en a peut être rendue uniforme en la restreignant à un feuillet particulier de sa surface de Riemann. Pour cela on définit une ligne, appelée coupure, reliant le point a à un autre point de branchement de manière à empêcher que l'on puisse tourner autour de a seul. La fonction ainsi restreinte est alors uniforme, c'est une branche particulière. Lorsque l'on veut faire coïncider les valeurs réelles de la restriction de f à un feuillet avec une fonction classique de la variable réelle (ce qui est courant en physique et dans les sciences de la nature), on choisit une détermination particulière, appelée « branche principale ».

## Exemples
- La fonction racine n-ième est une fonction multiforme admettant le point 0 comme point de branchement d'ordre n.
- La fonction logarithme néperien est également multiforme et admet 0 comme point de branchement d'ordre infini (on dit « point de branchement logarithmique » ou « singularité logarithmique » en ce cas).
- Soit {\displaystyle f(s)={\sqrt {s}}\exp(s)}.
  - Pour montrer que 0 est un point de branchement, on calcule arg(f(s)). On considère un cercle de rayon r autour de 0. On trouve, posant s = r exp(it), que l'on a {\displaystyle f(s)={\sqrt {r}}\exp({\rm {i}}t/2)\exp(r(\cos t+{\rm {i}}\sin t)).} On a donc arg(f(s)) = t/2 + r sin(t). Quand t augmente de 2π, on voit que l'argument n'augmente pas d'un multiple de 2π et que f(s) ne retrouve pas sa valeur de départ : 0 est donc un point de branchement pour f (et l'on peut même dire qu'il s'agit d'un point de branchement d'ordre 2 puisque si t augmente de 4π, f(s) reprend sa valeur initiale, l'argument de f(s) ayant augmenté de 2π).
  - Pour le point à l'infini, on calcule de même f(1/s) et, comme précédemment, on considère un cercle autour de 0 pour s. On a ainsi {\displaystyle f(1/s)={\frac {1}{\sqrt {r}}}\exp(-{\rm {i}}t/2)\exp({\frac {1}{r}}(\cos t-{\rm {i}}\sin t)).} Donc arg(f(s)) = –t/2 – r sin(t). Il en résulte que, t augmentant de 2π, {\displaystyle f(1/s)} ne reprend pas sa valeur initiale : le point à l'infini pour f(s) est donc un point de branchement (d'ordre 2).
- Soit {\displaystyle f(s)=(\ln(s))^{2}}.
soit un cercle de rayon r parcouru dans le sens trigonométrique autour de 0 en partant d'un angle t. On a {\displaystyle f(r\exp({\rm {i}}t))=(\ln r+{\rm {i}}t)^{2}=\ln ^{2}r-t^{2}+2{\rm {i}}t\ln(r)}. Quand t augmente de 2π, la partie réelle de f diminue de 4π2 + 4πt, et la partie imaginaire augmente de 4π ln(r). Pour retrouver le point dont on est parti, il faut que la variation de la partie réelle soit égale à 0 ainsi que celle de la partie imaginaire. Pour la partie imaginaire, cela conduit à prendre r=1. Pour la partie réelle, il faut que t = –π. Donc le seul cercle de centre 0 dont l'image par f soit un cercle est le cercle de rayon 1 parcouru dans le sens trigonométrique à partir de –1. Pour tout autre couple (r,t), le cercle de rayon r centré en 0 ne se referme jamais, même de rayon 1 si on le parcourt en partant d'un autre point que –1 : le point 0 est donc bien un point de branchement.
- Si a est un point de branchement pour f, c'est aussi un point de branchement (a priori) pour {\displaystyle g\circ f}, lorsque g est une fonction entière.

## Remarques
- Le rayon de convergence d'une fonction analytique complexe est limité par une ou plusieurs singularités sur son cercle de convergence. Les points de branchement en font partie.
Par exemple, {\displaystyle f(z)=\sum _{n=1}^{\infty }{\frac {z^{n}}{n^{2}}}}. Cette fonction reste bornée partout sur son cercle de convergence |z| = 1. Elle ne peut donc pas y admettre un pôle (elle tendrait vers l'infini quelle que soit la manière dont z tendrait vers le pôle), ou un point singulier essentiel (pour tout nombre strictement supérieur à π2/6, il existerait une suite de points où la somme tendrait vers ce nombre, les points restant de module inférieur à 1, ce qui est impossible). La seule solution est qu'elle y admet un point de branchement. Et effectivement, elle admet le point z = 1 comme point de branchement (logarithmique) et comme unique singularité.
- Un point peut être de branchement dans un feuillet sans l'être dans un autre.

## Surfaces de Riemann
Le concept de point de branchement est utile dans le cadre de la théorie des surfaces de Riemann. En effet, lorsque l'on a une fonction holomorphe f : X → Y entre deux surfaces de Riemann, si de plus Y est compacte, alors f sera un revêtement sur son image moins un nombre fini de points. Ces points sont appelés points de branchement et leurs antécédent points de ramification.